# EnBW Energie Baden-Württemberg

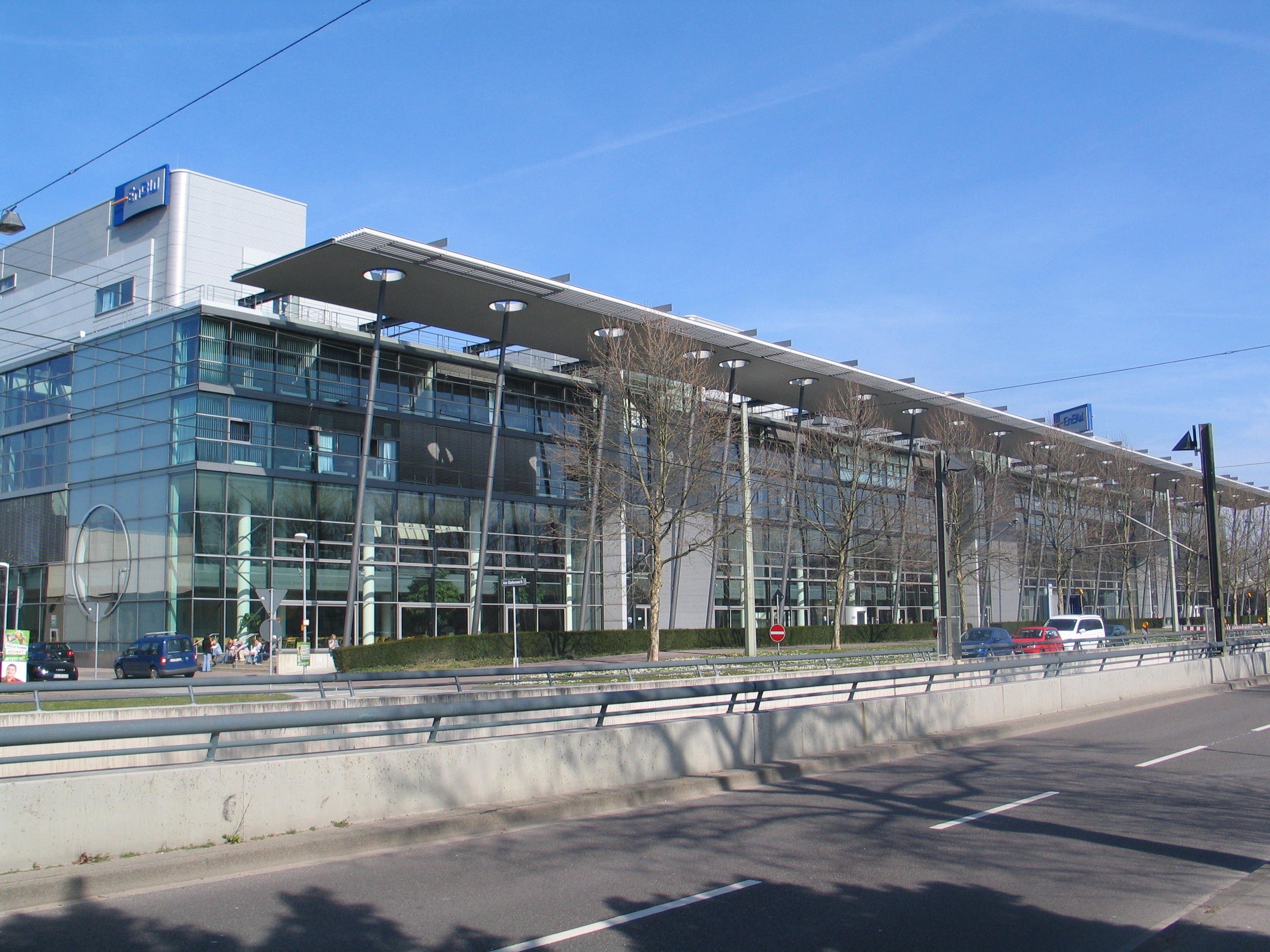
Hauptsitz in Karlsruhe

Die EnBW Energie Baden-Württemberg AG ist ein börsennotiertes Energieversorgungsunternehmen mit Sitz in Karlsruhe.
Das Unternehmen ist, gemessen am Umsatz, nach Uniper und E.ON das drittgrößte Energieunternehmen in Deutschland. Darüber hinaus ist die EnBW über das Tochterunternehmen EnBW Telekommunikation GmbH auch bundesweit mit Schwerpunkt Netcom BW in Baden-Württemberg als Telekommunikationsanbieter in der Breitbandbranche tätig.

## Geschichte

### 1989 bis 1999

Altes EnBW-Logo ohne Energiebalken

Ende der 1980er Jahre gab es Bestrebungen, die Energieversorgung im deutschen Südwesten auf eine neue, gemeinsame Basis zu stellen: Die vier großen Energieversorgungsunternehmen in Baden-Württemberg – Badenwerk, Energie-Versorgung Schwaben (EVS), Neckarwerke und die Technischen Werke der Stadt Stuttgart (TWS) – gründeten im Februar 1989 die Stiftung Energieforschung Baden-Württemberg. Damals wollte die deutsche Energiebranche angesichts der absehbaren europaweiten Liberalisierung der Energiemärkte effiziente Strukturen bei Produktion, Verteilung und Vertrieb schaffen. In den Folgejahren kam es zu ersten Fusionsverhandlungen zwischen Badenwerk und EVS. Die für 1993 geplante, vom Bundeskartellamt genehmigte Fusion kam aber zunächst nicht zustande, weil der Aufsichtsrat des Badenwerks sie stoppte.
Gleichwohl wurden die Pläne weiterverfolgt, wobei die Regeln für die Ausübung des Stimmrechts der öffentlichen Anteilseigner in den beteiligten Gesellschaften geändert werden sollten. Das führte im Frühjahr 1995 zur Gründung der Stimmbindungsgesellschaft Energieverbund Baden-Württemberg (EBW). Die Fusion wurde im August 1996 auf den Weg gebracht, als die Vorstände von Badenwerk und EVS einige Teams und einen gemeinsamen Steuerungsausschuss bildeten (besetzt mit Vorstandsmitgliedern aus beiden Unternehmen), die sich mit organisatorischen und betriebswirtschaftlichen Fragen der Fusion beschäftigten und konkrete Pläne zur Umsetzung entwickelten.
Ende 1996 gründeten die Fusionspartner je eine Gesellschaft, in die das jeweilige Betriebsvermögen eingebracht wurde und die die Betriebsführung des operativen Geschäftes übernahm. Der endgültige Beschluss zur Verschmelzung der Unternehmen sollte, so der Plan, am 20. August 1997 in gleichzeitig stattfindenden Hauptversammlungen gefällt und rückwirkend zum 1. Januar 1997 wirksam werden.
Am 13. Dezember 1996 wurden die Fusionsverträge der Neckarwerke und der Technischen Werke der Stadt Stuttgart (TWS) zur Neckarwerke Stuttgart (NWS) unterzeichnet.
Auf außerordentlichen Hauptversammlungen am 27. Februar billigten die Anteilseigner das Fusionskonzept und die vorgenommenen Vermögensumschichtungen und Gesellschaftsneugründungen zur Vorbereitung der Fusion von Badenwerk und EVS.
Die Hauptversammlungen von Badenwerk und EVS beschlossen am 20. August 1997 die Fusion der beiden baden-württembergischen Energieunternehmen. Der Name des neuen Unternehmens lautete Energie Baden-Württemberg AG, abgekürzt EBW. Die Aktien der Badenwerk Holding AG (Verhältnis 1:1) und der EVS Holdings AG (Verhältnis 1:1,58) wurden in EBW-Aktien umgetauscht. Zum Vorstand der neuen EBW wurde u. a. Gerhard Goll berufen.
Der Vorstand teilte im Dezember 1997 die Entscheidungen zur Neuordnung des Konzerns mit: Es sollten als eigenständige Tochtergesellschaften der Holding eine Kraftwerksgesellschaft (EnBW Kraftwerke AG), eine Transportnetzgesellschaft (EnBW Transportnetze AG, seit 2012 TransnetBW GmbH), eine Stromhandelsgesellschaft (EnBW Gesellschaft für Stromhandel mbH) und eine Vertriebsgesellschaft (EnBW Energie-Vertriebsgesellschaft mbH) gegründet werden. Badenwerk und EVS blieben als Regionalgesellschaften bestehen.
Im Januar 1998 wurde aus marketingtechnischen Gründen der abgekürzte Name des Konzerns von „EBW“ in „EnBW“ geändert. Eine erste Werbekampagne unter dem neuen Namen wurde gestartet.
Am 1. Juli 1999 fusionierten die bis dahin noch existierenden Gesellschaften EnBW Badenwerk und EnBW EVS zur EnBW Regional AG (seit Februar 2014 Netze BW GmbH) als Netzbetriebsgesellschaft für die Spannungsebenen von 0,4 bis 110 kV sowie zur EnBW Service GmbH (später EnBW Systeme Infrastruktur Support GmbH) zur Bündelung der zentralen administrativen und kaufmännischen Dienstleistungen für den gesamten EnBW-Konzern. Damit war die Fusion auch im operativen Geschäft abgeschlossen.

### Ab 2000
Im Januar 2000 verkaufte das Bundesland Baden-Württemberg seinen Aktienanteil von 25,1 % für 2,4 Milliarden Euro an den französischen Stromkonzern Électricité de France (EDF). Das Land brachte den Erlös in die Landesstiftung Baden-Württemberg ein.
Im September 2001 kaufte die EnBW 29,9 % der Aktien der Stadtwerke Düsseldorf, im Dezember 2005 weitere 25,05 % für 361 Millionen Euro. Mit nun 54,95 % erlangte sie so die Mehrheit an den Stadtwerken Düsseldorf. Im Oktober 2003 erfolgte der Zusammenschluss der EnBW mit der Neckarwerke Stuttgart. Im Juli 2009 beteiligte sich EnBW mit 26 % am Oldenburger Energiekonzern EWE. Der Einstieg erfolgte in Form eines Aktienkaufes und einer Kapitalerhöhung; ursprünglich war geplant, dass EnBW die Anteile der EWE (48 %) an dem Gashandelsunternehmen Verbundnetz Gas (VNG) übernehmen solle. Als dies nicht wie ursprünglich geplant erfolgte, veranlasste EWE im Mai 2013 eine Schiedsgerichtsklage gegen EnBW auf 500 Mio. Euro Schadensersatz.
Deutlich mehr als die Hälfte des Gewinns stammte 2010 aus dem Betrieb der vier konzerneigenen Kernkraftwerke. Die Bundesregierung änderte wenige Tage nach dem Beginn der Nuklearkatastrophe von Fukushima im März 2011 ihre Atompolitik radikal: sie beschloss im März 2011 ein Atom-Moratorium, gemäß dem 8 der 17 deutschen Kernreaktoren – auch die beiden EnBW-Kernkraftwerke Philippsburg I und Neckarwestheim I – ausgeschaltet wurden. Sie blieben auch nach dem Ende des Moratoriums ausgeschaltet und verloren durch den deutschen Atomausstieg im August 2011 ihre Betriebserlaubnis. Dadurch brach der EnBW-Gewinn deutlich ein.

### Rückkauf von EnBW-Anteilen von EDF durch Baden-Württemberg
Ende 2010 kaufte das Land Baden-Württemberg auf Betreiben des damaligen Ministerpräsidenten Stefan Mappus 45 % der EnBW-Anteile für insgesamt 4,7 Milliarden Euro von EDF zurück. Daraufhin kam es zu einer scharfen politischen Auseinandersetzung; in deren Folge und nach dem Regierungswechsel in Stuttgart beanstandete der Staatsgerichtshof Baden-Württemberg im Oktober 2011 die Umgehung des Landesparlaments durch die vorhergehende Regierung beim Rückkauf der EnBW-Anteile gegen die Verfassung. Am 16. Februar 2012 legte der baden-württembergische Finanzminister Nils Schmid Schiedsklage vor der Internationalen Handelskammer (Paris) ein. Mit ihr sollte geklärt werden, ob die EDF einen überhöhten Preis für den Rückverkauf der EnBW-Anteile bekommen hat. Mit einer Widerklage forderte EDF Schadensersatz in zweistelliger Millionenhöhe. Das Gericht wies 2016 beide Klagen zurück.

### Konzernumbau
Nach dem Regierungswechsel in Baden-Württemberg verschärfte sich Ende 2011 die Diskussion um die Vertragsverlängerung des damaligen Vorstandschefs Hans-Peter Villis; im März 2012 wurde sein Nachfolger Frank Mastiaux ernannt. Infolge des Atomausstiegs und der Energiewende kündigte Frank Mastiaux Ende 2012 einen Konzernumbau an: Demnach sollte bis 2020 der Anteil erneuerbarer Energieträger am EnBW-Energiemix von 12 auf 40 % erhöht werden. 2021 lag der Anteil an erneuerbaren Energien bei 40,1 %, 2023 bei 46,9 %. Windkraft spielt dabei eine entscheidende Rolle: Mit 61 GW an Land und 8,5 GW auf See gehört die EnBW zu den führenden Entwicklern und Betreibern von Windparks in Deutschland. Die größte installierte Nettoleistung zur Stromerzeugung macht derzeit Solarenergie mit 81,8 GW aus. Bis 2025 plant die EnBW mehr als fünf Milliarden Euro in den weiteren Ausbau der Erneuerbaren Energien zu investieren. Ziel ist es, bis 2025 On- und Offshore -Windkraftanlagen mit mindestens 4.000 Megawatt Gesamtleistung zu betreiben. Bis 2030 hat das Unternehmen Investitionen von 40 Milliarden Euro in die Energiewende angekündigt. Mit den Tochtergesellschaften in Schweden und Frankreich setzt die EnBW den Ausbau der Windenergie an Land als Ergänzung zum Kernmarkt Deutschland fort. Bei der Offshore-Windenergie wurde in der Ostsee, neben dem seit 2011 in Betrieb stehenden Offshore-Windpark Baltic 1 mit 21 Windenergieanlagen, der Offshore-Windpark Baltic 2 mit 80 Anlagen im Frühsommer 2015 in Betrieb genommen. Anfang 2020 sind in der Nordsee die Offshore-Windparks EnBW Hohe See und Albatros mit insgesamt 87 Windenergieanlagen für 609 MW in Betrieb gegangen. Der dritte Nordsee-Windpark, EnBW He Dreiht, mit einer geplanten Gesamtleistung von 900 MW, soll 2025 in Betrieb gehen. Der Bau startete offiziell im Mai 2024. In Taiwan und den USA hat die EnBW eigene Büros eröffnet, um an künftigen Offshore-Auktionen teilzunehmen.
Daneben will das Unternehmen das Netzgeschäft ausbauen und sich von Beteiligungen trennen. Ein wichtiger Wachstumsmarkt ist zudem die Türkei, wo die EnBW vor allem in Wasserkraftwerke und Windkraftanlagen investiert.
Zum 1. Februar 2014 wurde die EnBW Regional AG in die Netze BW GmbH umgewandelt, um den Vorgaben des Energiewirtschaftsgesetzes zur Entflechtung zu entsprechen. Hierbei wurde gefordert, sich in Namen und Außenauftritt von der EnBW abzugrenzen, um eine Verwechslung zwischen den Aktivitäten von Netz und Vertrieb auszuschließen.
Seit 2017 investiert EnBW in die Themen Elektromobilität und Photovoltaik. Als Infrastrukturanbieter kooperiert EnBW seit März 2017 mit Tank & Rast, um gemeinsam Ladesäulen an Autobahnen zu betreiben und auszubauen. Auch in Photovoltaik und dezentrale Erzeugung wird investiert. Bis ins Jahr 2025 strebt die EnBW einen Ausbau der Photovoltaik auf rund 1.200 MWp, mit Schwerpunkt auf Deutschland, aber auch auf ausgewählten internationalen Märkten, an. So baut die EnBW mit über 180 MW Solarleistung und einer Fläche von 164 Hektar den größten nicht-subventionierten Solarpark Deutschlands in Brandenburg und hat im März 2018 mit SENEC aus Leipzig einen Hersteller von Stromspeichern zu 100 % übernommen. Im Juli 2024 erfolgte in Gundelsheim (Baden-Württemberg) der Spatenstich für einen Energiepark, der eine Freiflächen-Photovoltaik-Anlage mit 60,5 Megawatt Leistung, zwei Windkraftanlagen sowie einen Batteriespeicher umfassen soll.
Zudem befasst sich die EnBW durch die Entwicklung von Angeboten aus kombinierter Sensor-, Überwachungs- und Barriere-Technik für den öffentlichen Raum mit dem Schutz kritischer Infrastrukturen für Städte, Kommunen und Unternehmen.
EnBW gab im März 2023 bekannt, die Kohlenutzung bis 2028 beenden zu wollen.
Bis 2035 will das Unternehmen klimaneutral sein (bezogen auf die eigenen Emissionen).

## Aktionärsstruktur
(Stand: 31. Dezember 2022)
| Anteil  | Anteilseigner                                                                            |
| ------- | ---------------------------------------------------------------------------------------- |
| 46,75 % | OEW Energie-Beteiligungs GmbH (Zweckverband Oberschwäbische Elektrizitätswerke)          |
| 46,75 % | Neckarpri-Beteiligungsgesellschaft mbH (zu 100 % im Besitz des Landes Baden-Württemberg) |
| 2,45 %  | Badische Energieaktionärs-Vereinigung                                                    |
| 2,08 %  | eigene Anteile                                                                           |
| 0,97 %  | Gemeindeelektrizitätsverband Schwarzwald-Donau                                           |
| 0,63 %  | Neckar-Elektrizitätsverband                                                              |
| 0,39 %  | Streubesitz                                                                              |

## Geschäftszahlen
| Kennzahl                                            | 2023               | 2022               | 2021               | 2020               | 2019             | 2018             | 2017             | 2016             |
| --------------------------------------------------- | ------------------ | ------------------ | ------------------ | ------------------ | ---------------- | ---------------- | ---------------- | ---------------- |
| Stromabsatz                                         | 81 Mrd. kWh        | 106 Mrd. kWh       | 108 Mrd. kWh       | 107 Mrd. kWh       | 153 Mrd. kWh     | 137 Mrd. kWh     | 122 Mrd. kWh     | 115 Mrd. kWh     |
| Gasabsatz                                           | 548 Mrd. kWh       | 509 Mrd. kWh       | 495 Mrd. kWh       | 442 Mrd. kWh       | 297 Mrd. kWh     | 329 Mrd. kWh     | 250 Mrd. kWh     | 139 Mrd. kWh     |
| Umsatz                                              | 44.430,7 Mio. Euro | 56.002,6 Mio. Euro | 32.147,9 Mio. Euro | 19.694,3 Mio. Euro | 18.765 Mio. Euro | 20.815 Mio. Euro | 21.974 Mio. Euro | 19.368 Mio. Euro |
| Konzernfehlbetrag/-überschuss                       | 1.537,6 Mio. Euro  | 1.738,0 Mio. Euro  | 363,2 Mio. Euro    | 596 Mio. Euro      | 734 Mio. Euro    | 334 Mio. Euro    | 2.054 Mio. Euro  | −1.797 Mio. Euro |
| Ergebnis je Aktie aus Konzernfehlbetrag/-überschuss | 5,68 Euro          | 6,42 Euro          | 1,34 Euro          | 2,20 Euro          | 2,71 Euro        | 1,23 Euro        | 7,58 Euro        | −6,64 Euro       |
| Mitarbeiter                                         | 28.630             | 26.980             | 26.064             | 24.655             | 23.293           | 21.775           | 21.352           | 20.409           |

## Standorte
Neben den Zentralbereichen in Karlsruhe (Konzernsitz) und Stuttgart sowie den Kraftwerksstandorten und den Anlagen für Wasserkraft, Wind- und Solarenergie betreibt das Unternehmen folgende weitere Standorte:
- Biberach an der Riß
- Esslingen
- Hamburg (Off- und Onshore-Büro zur Planung der EnBW-Windparks)
- Köln (Sitz der Tochterunternehmen Yello Strom und Plusnet)
- Berlin, Brüssel (Repräsentanz)
- Thüringen: Erfurt (EnBW Windparkentwicklung)
- Rheinland-Pfalz: Trier (EnBW Windparkentwicklung)
- Brandenburg: Cottbus (EnBW Büro zur Entwicklung von Photovoltaikfreiflächenanlagen)[40]

Ferner stehen Beratungscenter zur Verfügung:
- Bad Cannstatt
- Göppingen
- Ludwigsburg
- Nagold
- Nürnberg
- Ravensburg

Zudem ist das Tochterunternehmen Netze BW GmbH, das größte Netzunternehmen für Strom, Gas und Wasser in Baden-Württemberg, mit acht Technikzentren, 66 Bezirkszentren und weiteren Standorten in Baden-Württemberg vertreten.

## Kraftwerke

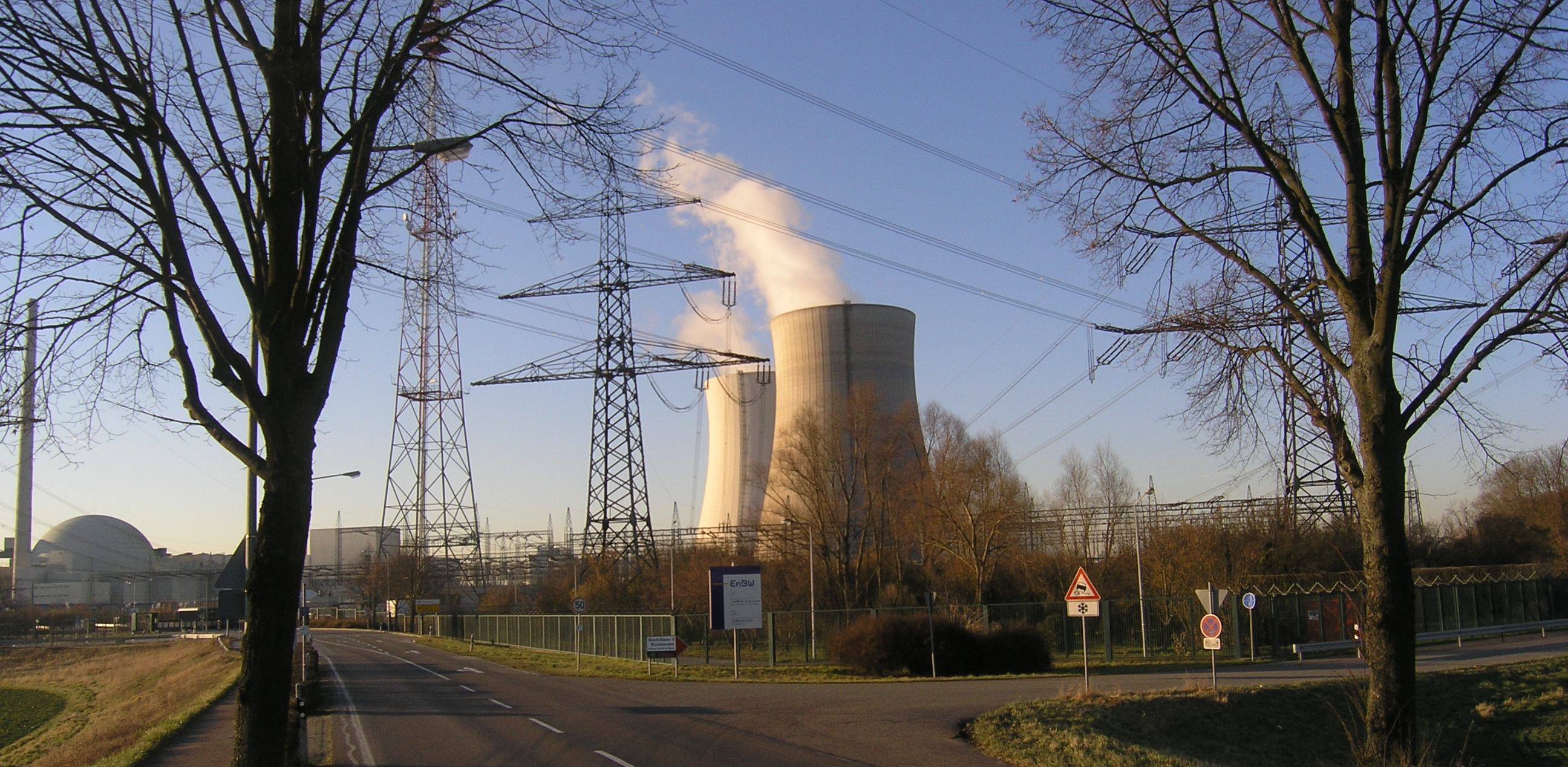
Das Kernkraftwerk Philippsburg

### Kernkraftwerke
- Kernkraftwerk Neckarwestheim (abgeschaltet)
- Kernkraftwerk Obrigheim (abgeschaltet)
- Kernkraftwerk Philippsburg (abgeschaltet)

### Konventionelle Kraftwerke
Die folgende Tabelle zeigt Status und Leistung der Kohlekraftwerksblöcke:
| Standort                            | Block     | Netto-Nennleistung | Kraft-Wärme-Kopplung | Inbetriebnahme   | Status                              |
| ----------------------------------- | --------- | ------------------ | -------------------- | ---------------- | ----------------------------------- |
| Heizkraftwerk Altbach/Deizisau      | ALT HKW 2 | 336 MW             | Ja                   | 1. Januar 1997   | in Betrieb                          |
| Heizkraftwerk Altbach/Deizisau      | ALT HKW 1 | 433 MW             | Nein                 | 1. Januar 1985   | gesetzlich an Stilllegung gehindert |
| Kraftwerk Heilbronn                 | HLB 7     | 778 MW             | Ja                   | 21. Juni 1985    | in Betrieb                          |
| Kraftwerk Heilbronn                 | HLB 6     | 125 MW             | Nein                 | 3. Juli 1966     | gesetzlich an Stilllegung gehindert |
| Kraftwerk Heilbronn                 | HLB 5     | 125 MW             | Nein                 | 25. August 1965  | gesetzlich an Stilllegung gehindert |
| Kraftwerk Lippendorf                | LIP S     | 875 MW             | Ja                   | 1. Dezember 1999 | in Betrieb                          |
| Kraftwerk Rostock                   | Rostock   | 514 MW             | Ja                   | 1. Oktober 1994  | in Betrieb                          |
| Kraftwerk Walheim                   | WAL 2     | 148 MW             | Nein                 | 1. Januar 1967   | gesetzlich an Stilllegung gehindert |
| Kraftwerk Walheim                   | WAL 1     | 96 MW              | Nein                 | 1. Januar 1964   | gesetzlich an Stilllegung gehindert |
| Rheinhafen-Dampfkraftwerk Karlsruhe | RDK 8     | 834 MW             | Ja                   | 1. Juli 2014     | in Betrieb                          |
| Rheinhafen-Dampfkraftwerk Karlsruhe | RDK 7     | 517 MW             | Ja                   | 21. Juni 1985    | in Betrieb                          |

Weitere konventionelle Kraftwerke siehe auch:
- Heizkraftwerk Stuttgart-Gaisburg (Erdgas-Heizkraftwerk)
- Kraftwerk Marbach (seit Juli 2016 Kaltreserve)
- Kraftwerk Stuttgart-Münster (Verbrennung von Hausmüll, Kohle und Öl)

### Standorte Erneuerbare Energien – Wasserkraftwerke
- Laufwasserkraftwerke am Oberrhein (Rheinkraftwerk Iffezheim, Staustufe Rheinau-Gambsheim, Kehl, Breisach)
- Wasserkraftwerke am Hochrhein (Neues Wasserkraftwerk Rheinfelden, Kraftwerk Ryburg-Schwörstadt, Rheinkraftwerk Säckingen, Kraftwerk Reckingen)
- Laufwasserkraftwerke an der Iller (Aitrach, Tannheim, Unteropfingen, Dettingen, Mooshausen)
- Laufwasserkraftwerke am Neckar (Staustufe Heidelberg, Kraftwerk Oberesslingen)
- Rudolf-Fettweis-Werk Forbach
- Pumpspeicherwerk Glems
- Laufwasserkraftwerk Mühlhausen
- Kraftwerk Rheinau (gemeinsam betrieben mit der Axpo Power AG)
- Kraftwerk Marbach

(Quelle:)

### Standorte Erneuerbare Energien – Windkraft
Windkraft auf See:

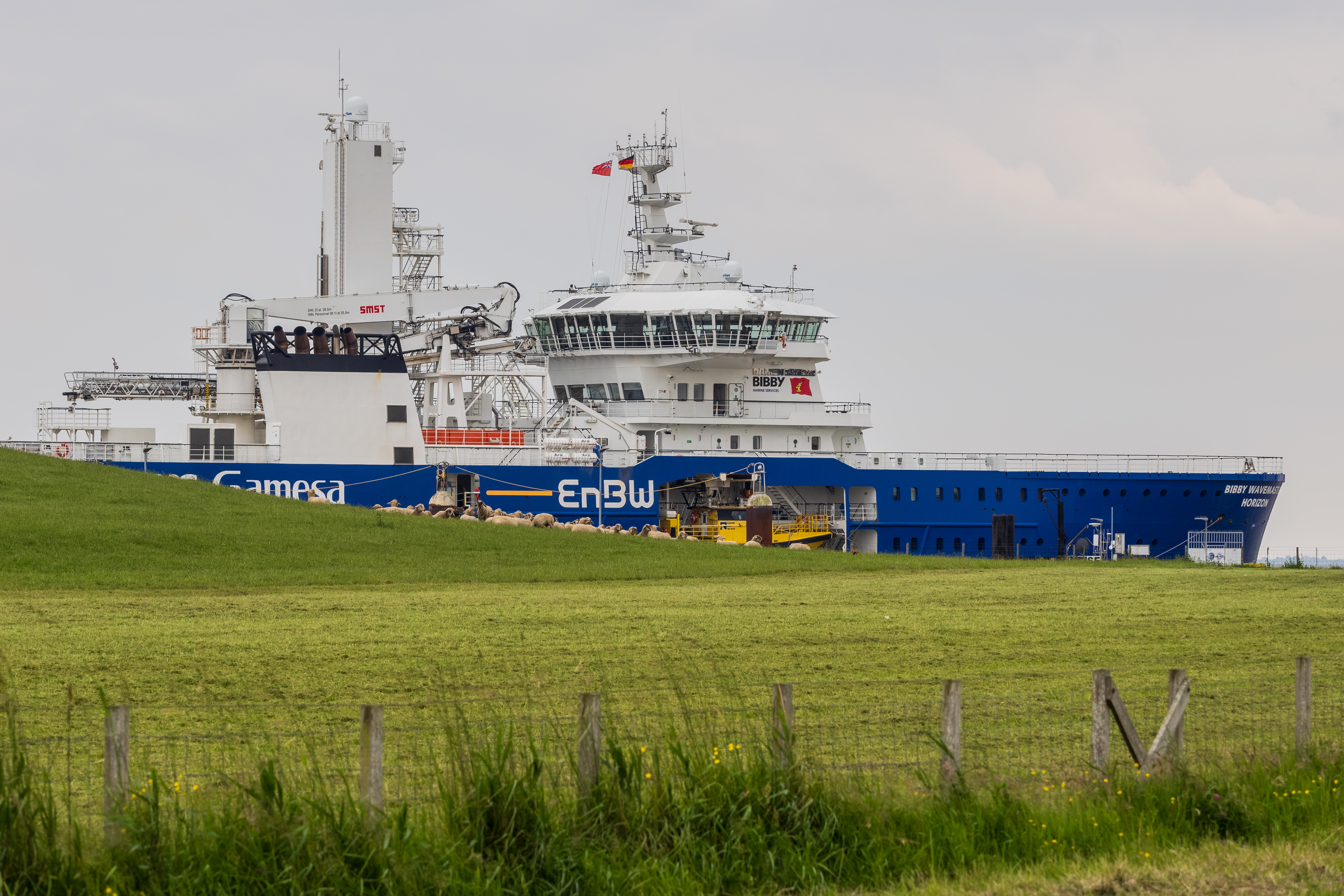
Von EnBW gechartertes Windpark-Versorgungsschiff verlässt Emden

- EnBW Hohe See und Albatros (Nordsee, Hohe See liegt rund 95 Kilometer nördlich von Borkum und rund 100 Kilometer nordwestlich von Helgoland, jeweils 105 Kilometer von beiden Küsten entfernt liegt Albatros)
- EnBW Baltic 1 (Ostsee, 16 Kilometer nördlich der Halbinsel Darß/Zingst)
- EnBW Baltic 2 (Ostsee, 32 Kilometer nördlich der Insel Rügen)
- EnBW HeDreiht (im Bau)

Windkraft an Land in Baden-Württemberg:
- EnBW-Windpark Aalen-Waldhausen

- EnBW-Windpark Ahaberg

- EnBW-Windpark Bad Wildbad

- EnBW Windpark Burgholz

- EnBW-Windpark Bühlertann

- EnBW-Windpark Dünsbach

- EnBW-Windpark Fichtenau

- EnBW-Windpark Goldboden-Winterbach

- EnBW-Windpark Grömbach

- EnBW-Windpark Hasel

- EnBW-Windpark Häusern

- EnBW-Windenergieprojekt Königsbronn

- EnBW-Windpark Kupferzell-Goggenbach

- EnBW-Windpark Langenburg

- EnBW-Windpark Oppenau/Lautenbach

- EnBW-Windpark Rosenberg Süd

- EnBW-Windpark Rot am See - Hausen am Bach

- EnBW-Windpark Tautschbuch

- EnBW-Windpark Veringenstadt

- EnBW-Windpark Gundelsheim

Windkraft an Land außerhalb von Baden-Württemberg:
- EnBW-Windpark Auf der weißen Trisch (Saarland)

- EnBW-Windpark Bad Nauheim (Hessen)

- EnBW-Windpark Benndorf (Sachsen-Anhalt)

- EnBW-Windpark Buchholz III (Niedersachsen)

- EnBW-Windpark Derental (Niedersachsen)

- EnBW-Windpark Eisenbachhöhen (Rheinland-Pfalz)

- EnBW-Windpark Eppenrod (Rheinland-Pfalz)

- EnBW-Windpark Freckenfeld (Rheinland-Pfalz)

- EnBW-Windpark Hüttersdorf (Saarland)

- EnBW-Windpark Kahlberg (Hessen)

- EnBW-Windpark Kannawurf (Thüringen)

- EnBW-Windpark Lauenförde (Niedersachsen)

- EnBW-Windpark Obhausen (Sachsen-Anhalt)

- EnBW-Windpark Primsbogen (Saarland)

- EnBW-Windpark Reinstädt (Thüringen)

- EnBW-Windpark Schalksmühle (Nordrhein-Westfalen)

- EnBW-Windpark Schulenburg III (Niedersachsen)

- EnBW-Windpark Schwienau III (Niedersachsen)

- EnBW-Windpark Silberberg (Hessen)

- EnBW-Windpark Steinheim (Nordrhein-Westfalen)

- EnBW-Windpark Webenheim (Saarland)

- EnBW-Windpark Vierherrenwald (Rheinland-Pfalz)

Windkraft an Land im Ausland:
- Windpark Råmmarehemmet (Schweden)

- Über das Tochterunternehmen Valeco ist die EnBW auch an Onshore-Windparks in Frankreich beteiligt.

### Standorte Erneuerbare Energien – Solar
Solarparks in Betrieb:
- Leibertingen (2,1 MW)

- Ulm-Eggingen (6,5 MW)

- March-Neuershausen (0,9 MW)

- Krautheim (0,5 MW)

- Leutkirch (5 MW)

- Aitrach (1,5 MW)

- Leutkirch II (2,9 MW)

- Ochsenberg/Königsbronn (10 MW)

- Kenzingen (2,6 MW)

- Berghülen (2,7 MW)

- Tuningen (4,5 MW)

- Zwiefaltendorf (5,2 MW)

- Eggesin (10 MW)

- Löffingen (2,7 MW)

- Ingoldingen (4,3 MW)
- Müssentin (9,3 MW)
- Torgau (4,9 MW)

- Leutkirch III (0,75 MW)

- Inzigkofen (7,5 MW)

- Birkenfeld (5,8 MW)

- Lindendorf (6,9 MW)

- Leibertingen II (5 MW)

- Sophienhof (8,8 MW)

- Welgesheim (3,2 MW)

- Weesow-Willmersdorf (187 MW)

- Ulrichshof (6,6 MW)

- Maßbach (28 MW)

- Alttrebbin (150 MW)

- Gottesgabe (150 MW)

- Bruchsal (4 MW)

- Satzkorn

- Görlsdorf

- Gundelsheim

Weitere befinden sich in der Entwicklung. 

## Stromkennzeichnung
Nach § 42 EnWG zur Stromkennzeichnung sind seit dem 15. Dezember 2005 alle Energieversorgungsunternehmen in Deutschland verpflichtet, die Herkunft ihres Stroms zu veröffentlichen. Für die EnBW ergeben sich damit im Vergleich folgende Werte:
|                                         | Unternehmens- mix (Datenbasis Lieferjahr 2022) | Ökostrom- Produkte (Datenbasis Lieferjahr 2022) | Normalstrom- Produkte (Datenbasis Lieferjahr 2022) | Zum Vergleich: Deutschlandmix (Datenbasis Lieferjahr 2022) |
| --------------------------------------- | ---------------------------------------------- | ----------------------------------------------- | -------------------------------------------------- | ---------------------------------------------------------- |
| Kernenergie                             | 18,8 %                                         | 0 %                                             | 9,7 %                                              | 6,6 %                                                      |
| Kohle                                   | 48,5 %                                         | 0 %                                             | 25,0 %                                             | 32,5 %                                                     |
| Erdgas                                  | 4,2 %                                          | 0 %                                             | 2,2 %                                              | 10,8 %                                                     |
| Sonstige fossile Energieträger          | 3,6 %                                          | 0 %                                             | 1,9 %                                              | 1,2 %                                                      |
| Erneuerbare Energien gefördert nach EEG | 0,0 %                                          | 58,9 %                                          | 58,9 %                                             | 40,7 %                                                     |
| Sonstige Erneuerbare Energien           | 24,9 %                                         | 41,1 %                                          | 2,3 %                                              | 8,2 %                                                      |
| CO2-Emissionen (g/kWh)                  | 470                                            | 0                                               | 242                                                | 377                                                        |
| Radioaktiver Abfall (g/kWh)             | 0,0005                                         | 0                                               | 0,0003                                             | 0,0002                                                     |

Der von EnBW und somit auch von ihrer Tochter Yello Strom vertriebene Strom enthielt bis zur Abschaltung der EnBW-Kernkraftwerke Neckarwestheim 1 und Philipsburg 1 am 6. August 2011 den größten Anteil an Kernkraft aller großen deutschen Energieversorger. Der Strommix hatte einen geringen Ausstoß von CO2 und einen überdurchschnittlichen Anteil an erneuerbaren Energien, der vor allem aus großen Wasserkraftwerken kommt. Der Strommix des EnBW-Konzerns erzeugte somit eine überdurchschnittliche Menge radioaktiver Abfälle, trug aber – für einen Nicht-Ökostrom-Tarif – wenig zum Treibhauseffekt bei, da beim Uranbergbau weniger CO2 emittiert wird als bei der Verstromung von Kohle.

## NaturEnergiePlus
NaturEnergiePlus war ein Markenname, unter dem die NaturEnergie+ Deutschland GmbH (eine Schwestergesellschaft der NaturEnergie AG) Strom aus Wasserkraft verkaufte. Hinter der Marke stand EnBW. Zum 31. Juli 2020 fusionierte die EnBW die NaturEnergie+ Deutschland GmbH mit ihrer Tochtergesellschaft Yello Strom. Die Marke NaturEnergie+ wurde durch Yello ersetzt.

## Elektromobilität

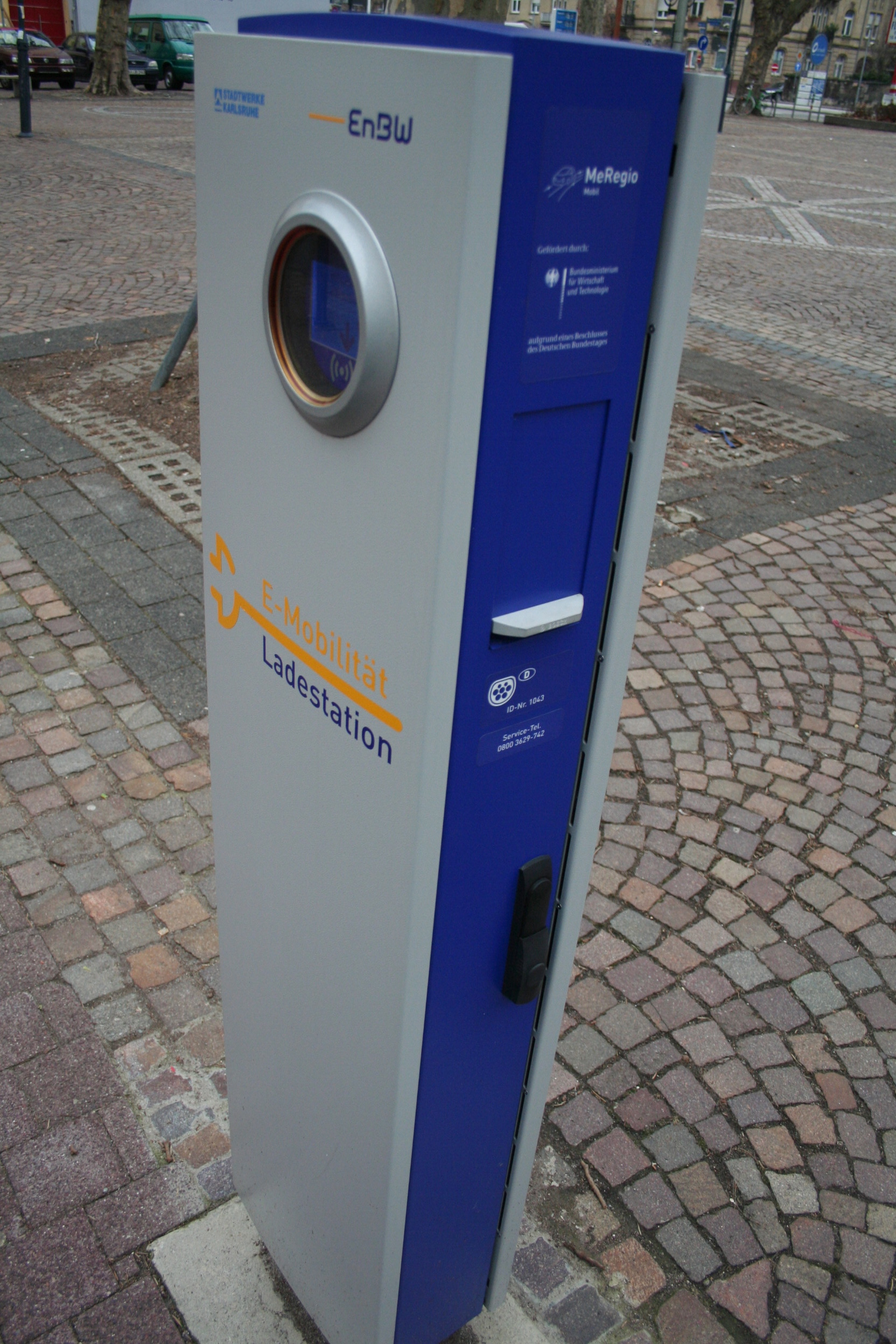
Öffentliche EnBW-Ladestation in Karlsruhe

Die EnBW beschäftigt sich seit 2008 mit Elektromobilität. Dabei geht es bislang um die Entwicklung, den Ausbau und den Betrieb einer Ladeinfrastruktur (Ladesäulen, Abrechnungssysteme und die Integration in Smart Grids). Teil dieses Angebots ist eine eigene App zum Finden von Ladestationen und Bezahlen der in Anspruch genommenen Ladekontingente. Mit dieser können E-Autofahrer aktuell an 700.000 Ladepunkten in 17 Ländern laden.

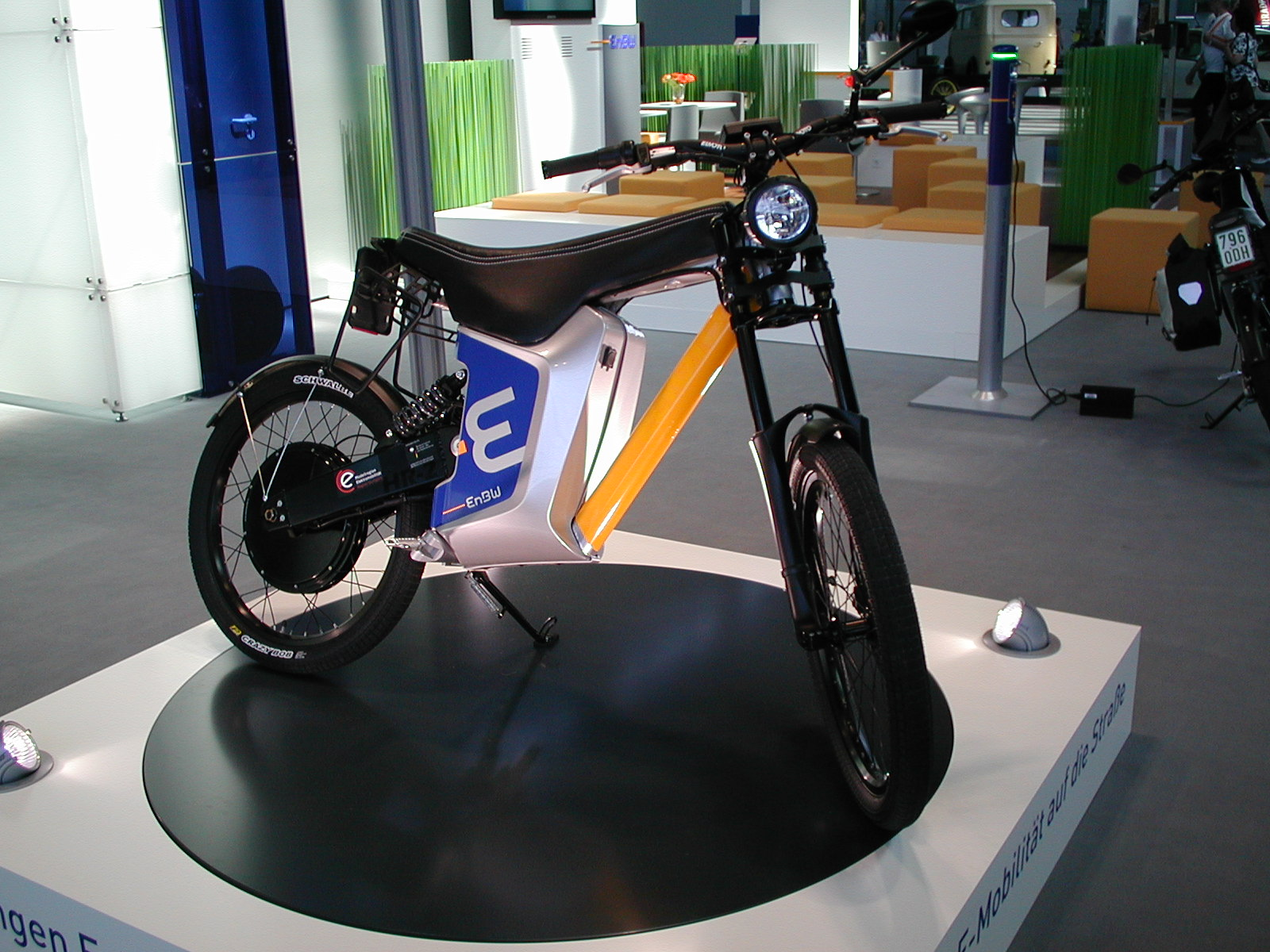
EnBW-E-Bike Elmoto, 2010

Konkret war bzw. ist die EnBW an folgenden Projekten beteiligt:
- Rund 500 Testfahrer wurden 2010 und 2011 mit E-Bikes der Marke Elmoto im Rahmen der Modellregion Elektromobilität Stuttgart ausgestattet. Deren Mobilitätsverhalten wurde zu Forschungszwecken protokolliert und ausgewertet. Das Projekt wurde mit Mitteln des Bundesministeriums für Verkehr gefördert.
- Im Projekt MeRegio Mobil hat die EnBW 2010 und 2011 als Konsortialführer zusammen mit anderen Unternehmen die Integration der Elektromobilität in intelligente Verkehrs- und Energienetze erforscht. Ziel war der Aufbau und Betrieb einer intelligenten Lade- und Rückspeiseinfrastruktur sowie die Entwicklung einer interoperablen Abrechnungsmöglichkeit für Elektrofahrzeuge. Das Projekt wurde durch das Bundesministerium für Wirtschaft und Technologie im Rahmen des Programms IKT für Elektromobilität gefördert.
- Im Oktober 2011 wurden 45 Ladesäulen der EnBW gemeinsam mit DB Rent und der Landeshauptstadt Stuttgart in Betrieb genommen. Diese dienen der Energieversorgung von Pedelecs und E-Bikes, mit denen das Fahrradverleihsystem Call-A-Bike der Deutschen Bahn AG erweitert wurde.
- Als Konsortialführerin koordinierte die EnBW die Zusammenarbeit der Beteiligten des vom Land Baden-Württemberg geförderten Projekts SAFE (Flächendeckendes Sicherheitsladenetz für Elektrofahrzeuge). In diesem Rahmen sorgte ein Konsortium aus 78 Stadtwerken, Versorgern und Kommunen bis 2019 für ein lückenloses Ladenetz in Baden-Württemberg, mit mind. einer 22-kW-AC-Ladestation in einem Raster von 10 × 10 Kilometern, sowie mind. einer Schnellladesäule mit 50 Kilowatt oder mehr Gleichstrom in einem Raster von 20 × 20 km.[50]
- Seit Juli 2020 errichtet die EnBW im Rahmen des vom Land Baden-Württemberg ins Leben gerufenen Projekts „Urbane Schnelllade-Parks in Baden-Württemberg“ (USP-BW) 16 Schnellladeparks in 15 Städten des Bundeslandes.[51] Der erste dieser urbanen Schnellladeparks ging im Oktober 2020 in der Stuttgarter Innenstadt in Betrieb.[52]
- Im Oktober 2020 folgte die Eröffnung des ersten überdachten Schnellladeparks bei einem der Verkehrsknotenpunkte bei Stuttgart direkt an der A8-Ausfahrt Rutesheim unweit des Autobahndreieck Leonberg mit der A81. Auf dem Dach des Ladeparks ist eine Photovoltaikanlage mit Netzeinspeisemöglichkeit installiert.[53]
- Gründung der EnBW mobility+ AG & Co. KG als 100%iges Tochterunternehmen der EnBW im Dezember 2020.[54]
- Ihren bislang größten Schnellladestandort hat die EnBW Ende 2021 am Kamener Kreuz eröffnet.[55]
- Im Januar 2022 gab EnBW New Ventures, die Venture-Capital-Gesellschaft der EnBW, ihr Investment in das Elektromobilitäts-Startup Easelink bekannt.[56] Dieses bietet über konduktives Laden vollautomatische Lademöglichkeiten für Elektroautos.[57]
- In Lichtenau bei Chemnitz eröffnete die EnBW Ende April 2024 einen Schnellladepark mit Holzdach und Kinderspielplatz. Vor Ort finden sich auch barrierearme Ladeplätze, Sitzgelegenheiten und automatische Toiletten.[58]

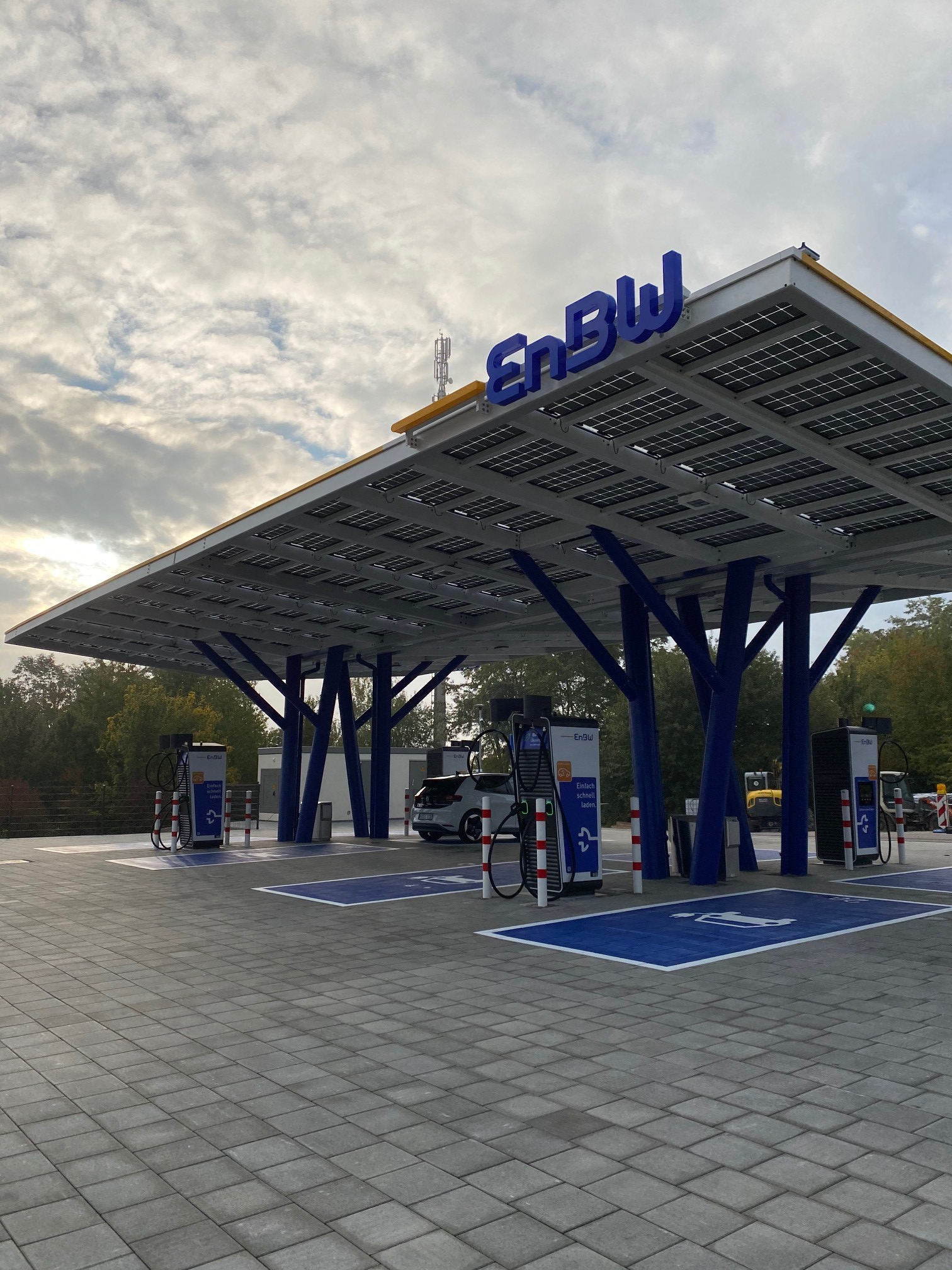
EnBW Schnellladepark Rutesheim 4 an der A8 in Stuttgart

## Telekommunikation
Die EnBW AG ist seit 1995 mit der Gründung der tesion Communikationsnetze Südwest GmbH & Co. KG durch Badenwerke und Energieversorgung Schwaben im Telekommunikationsgeschäft tätig. Am 1. April 2014 wurde mit dem Ziel der Zusammenlegung aller Telekommunikationsaktivitäten der EnBW die NetCom BW aus der ODR Technologie Services GmbH, NETZ KDW (Weitverkehrsnetze und TK-Vertrieb) und der NeckarCom Telekommunikation GmbH gegründet. Zum 1. April 2019 gingen 54,54 % der Anteile der Netze BW an der NetCom BW an die neu gegründete EnBW Telekommunikation GmbH über. Mit dem Kauf der Plusnet GmbH von der QSC AG zum 1. Juli 2019 vereint die EnBW Telekommunikation GmbH alle wesentlichen Telekommunikationsaktivitäten der EnBW AG.
Der Festnetzanbieter NetCom BW betreibt eine eigene Highspeed-Glasfaserinfrastruktur in Baden-Württemberg. Im Dezember 2022 verfügten nur 89 Prozent der Haushalte in Baden-Württemberg über einen Internetanschluss mit einer Downloadgeschwindigkeit von mindestens 100 Megabit pro Sekunde. Bernhard Palm, BREKO-Landesgruppensprecher Baden-Württemberg und Geschäftsführer der NetCom BW nahm im Januar 2023 an einem runden Tisch Glasfasernetze teil. Die Plusnet GmbH bietet Kommunikations- und Netzdienstleistungen an und verfügt über Zugriff auf eine bundesweite Netzinfrastruktur sowie über Erfahrung im Betrieb sämtlicher Breitband-Technologien. Weiterhin betreibt das Unternehmen mit Fonial ein Tochterunternehmen, das sich seit 2014 mit Cloud-Telefonanlagen und SIP-Trunking an gewerbliche Kunden richtet und seit mehreren Jahren als Internetdienstanbieter in das Endkundengeschäft mit DSL- und Telefonie eingestiegen ist.

## Marketing
Im Bereich Fußball sponsert die EnBW den VfB Stuttgart (kürzte das Sponsoring 2013 aber von 3,5 Millionen auf 1 Million Euro), den Karlsruher SC (als Hauptsponsor der Jugendmannschaften) und die EnBW-Oberliga Junioren, um die Jugend im Raum Baden-Württemberg in der A-, B- und C-Jugend zu unterstützen.
Die EnBW ist aktiver Sponsor im Turnen: Beim STB (Schwäbischer Turnerbund) engagiert sich die EnBW seit 1998. Seit 2008 ist die EnBW offizieller Hauptförderer des Badischen Turner-Bund e. V.
Weiterhin trat sie als Sponsor des 29. Parteitags der CDU in Erscheinung.
Im kulturellen Bereich sponsert EnBW das Stuttgarter Ballett, das Festspielhaus Baden-Baden und das Zentrum für Kunst und Medientechnologie. Zudem vergibt das Unternehmen NaturEnergie, eine Tochtergesellschaft der EnBW, den Preis der Energiedienst.
Im Zusammenhang mit Sponsoring hat das Wuppertal Institut in einer Analyse „Strategien überregionaler Energieversorgungsunternehmen zur Besitzstandswahrung auf der Verteilnetzebene“ untersucht: Aus Sponsoringaktivitäten ergäben sich oftmals finanzielle Abhängigkeiten zwischen Gemeinden und Versorgungsunternehmen. Insbesondere bei der Neuvergabe von Stromkonzessionen sei Sponsoring auch für EnBW ein strategisches Instrument. Das Unternehmen spreche selbst davon, dass „regionalgesellschaftliche Rahmenbedingungen“ und „gesamtwirtschaftliche Aspekte“ mit dem Sponsoring verknüpft seien.
Von 2000 bis 2012 war die EnBW Hauptsponsor des Handballvereins Frisch Auf Göppingen. EnBW begründete die Beendigung der Unterstützung mit Sparmaßnahmen, während die Presse vermutete, dass dies mit der Kündigung eines Stromkonzessionsvertrags durch die Stadt Göppingen zum Ende des Jahres 2012 zusammenhänge.

## Kritik

### Politiker bei EnBW
Lobbycontrol kritisierte 2006, dass ehemalige Politiker bei EnBW arbeiten. Die Parteien SPD, Die Grünen, FDP und CDU kritisierten, dass Axel Horstmann (SPD), der von 2002 bis 2005 Energieminister in Nordrhein-Westfalen war, von 2006 bis 2010 als Konzernbevollmächtigter NRW bei EnBW arbeitete. Ebenso kritisierte Lobbycontrol, dass der ehemalige Grünen-Politiker Rezzo Schlauch, der von 2005 bis 2010 dem EnBW-Konzernbeirat angehörte, von EnBW zur Schaffung eines „grünen“ Image instrumentalisiert worden wäre.

### Sicherheit in Kernkraftwerken
2011 kritisierte ein Unbekannter Missstände bei einem von EnBW betriebenen Kernkraftwerk. EnBW musste diese daraufhin teilweise nachmelden. 2012 kritisierte ein anonymer Mitarbeiter des von EnBW betriebenen Kernkraftwerks Philippsburg, dass EnBW Defekte am genannten Kernkraftwerk und Zwischenfälle verschweigen und die Atomaufsicht täuschen würde. EnBW bezeichnete die Vorwürfe als „haltlos“. Der baden-württembergische Energiewirtschaftsminister Franz Untersteller kritisierte daraufhin, dass EnBW-Mitarbeiter zum Mittel des anonymen Briefes greifen müssten, um auf Missstände aufmerksam zu machen. Der Betriebsrat des Kraftwerkes kritisierte das Schreiben.

### Konzernkommunikation
EnBW bekam 2011 mit RWE, E.ON und Vattenfall den Negativpreis Verschlossene Auster vom eingetragenen Verein Netzwerk Recherche verliehen.

## Ermittlungen und Gerichtsverfahren im Zusammenhang mit EnBW

### Klage gegen EnBW-Berater wegen Bestechungsversuch
Die Staatsanwaltschaft Stuttgart erhob Anfang 2013 Anklage gegen einen Berater der EnBW. Dieser soll versucht haben den Bürgermeister von Neckartenzlingen mit „unrechtmäßigen Versprechungen für Geschäfte mit der Energie Baden-Württemberg (EnBW) zu gewinnen“. Als Gegenleistung habe er dem Bürgermeister ein Sommerschirmzelt des Energiekonzerns angeboten. Dieses hätte er dann kostenlos für ein Dorffest nützen können. In der Gerichtsverhandlung im Januar 2014 wurde der EnBW-Berater zu 27.000 Euro Geldstrafe verurteilt.

### Ermittlungen gegen Verantwortliche der EnBW Deutschland
Die Staatsanwaltschaft Mannheim ermittelt seit 2012 gegen sieben Verantwortliche der EnBW Deutschland wegen Untreue und Steuerhinterziehung. Im Zentrum der Affäre steht der russische Lobbyist Andrej Bykow, der EnBW bei der Versorgung mit Uran helfen und Zugang zu russischen Gasfeldern verschaffen sollte. EnBW habe laut Pressemeldungen über die Jahre rund 280 Millionen Euro an Bykow und dessen Schweizer Firmen überwiesen und dadurch seien dem Fiskus rund 60 Millionen Euro an Steuern entgangen; EnBW soll die Summe ungerechtfertigt als Betriebsausgaben steuerlich geltend gemacht haben. EnBW hat nachträglich die Änderung der Steuerbescheide 2000 bis 2007 beantragt und eine Summe von 60 Millionen Euro an die Steuerbehörden überwiesen.

### Klage gegen den Südwestrundfunk
EnBW war nach einem Beitrag des Südwestrundfunks, der am 26. Mai 2005 ausgestrahlt wurde, gegen diesen vor Gericht gezogen, weil die angeblich falsche Behauptung aufgestellt worden sei, dass der ehemalige EnBW-Vorstandsvorsitzende Utz Claassen den ehemaligen Leiter des Kernkraftwerks Neckarwestheim II gefeuert habe. EnBW verlangte eine Gegendarstellung in der „Landesschau“ per einstweiliger Verfügung. Das Landgericht Stuttgart wies den Antrag wegen „offensichtlicher Unrichtigkeit, jedenfalls aber offensichtlicher Irreführung“ zurück. EnBW verlangte darauf eine Gegendarstellung des Inhalts, dass Utz Claassen über die Entlassung informiert worden sei und sich einverstanden erklärt habe, und unterlag in letzter Instanz dem Südwestrundfunk.

### Rückkauf der EdF-Anteile
Siehe auch obigen Abschnitt Rückkauf von EnBW-Anteilen von EDF durch Baden-Württemberg.